# Mary Bailey
Mary Bailey, Lady Bailey ou  Hon. Mary Westenra (Londres, 1 de dezembro de 1890 - Cidade do Cabo, 29 de agosto de 1960) foi uma aviadora e recordista britânica, conhecida por, entre outras coisas, ser a primeira mulher a sobrevoar sozinha o Mar da Irlanda.
Sua abordagem casual dentro da aviação mostrou os benefícios do uso de aeronaves leves para viagens pessoais e as suas façanhas destacaram a crescente independência das mulheres em sua época, mesmo aquelas com filhos.

## Vida Pessoal
Mary Bailey foi a única filha mulher e a criança mais velha dos três filhos de Derrick Warner William Westenra, 5º Barão de Rossmore (1853–1921) e sua esposa Mittie Naylor (falecida em 1953).
Com uma origem aristocrática, Mary passou a maior parte de sua infância no Castelo Rossmore, na Irlanda, vivendo ao ar livre e sendo educada em casa por duas governantas depois que fugiu da escola em 1906. Sua natureza aventureira a levou a comprar um dos primeiros modelos de motocicleta, e a partir de 1914 ela ganhara reputação por correr com carros.

Mary se apresentou como voluntária para o serviço militar durante a Primeira Guerra Mundial, inicialmente como motorista-mecânica, servindo na Grã-Bretanha e na França pelo Real Corpo Aéreo.

Em 5 de setembro de 1911, Mary Bailey se casou, como segunda esposa, com Sir Abraham Bailey, primeiro baronete (1864–1940), um sul-africano financista, político e magnata da mineração. Eles tiveram três filhas e dois filhos, incluindo James Richard Abe Bailey (1919–2000); o filho mais velho que sucedeu ao pai como 3º baronete.

Mary Bailey e Sir Abraham Bailey ("Abe") tiveram cinco filhos:
- Mittie Mary Starr Bailey (01 de agosto de 1913 - 10 de abril de 1961)
- Sir Derrick Thomas Louis Bailey, 3º Bt (15 de agosto de 1918 - 19 de junho de 2009)
- Ann Hester Zia Bailey (15 de agosto de 1918 - 03 de outubro de 1979)
- James Richard Abe Bailey (23 de outubro de 1919 - 29 de fevereiro de 2000)
- Noreen Helen Rosemary Bailey (27 de julho de 1921- )

## Aviação
Lady Bailey desenvolveu muito cedo o interesse pela aviação, treinando como piloto no Clube de Aviação de Londres, Aeródromo de Stag Lane em 1926 e ganhando seu certificado do Royal Aero Club em 26 de janeiro de 1927. Apesar de sua inexperiência, em julho de 1927 ela quebrou o recorde feminino de altitude em uma aeronave leve subindo a 5 268 m (17 300 ft)  em um De Havilland DH.60 "Gipsy Moth", levando a Sra. Geoffrey de Havilland como passageira.
Também em 1927, Mary Bailey se tornou a primeira mulher a se qualificar para um certificado de voo "cego" (Regras de Voo por Instrumentos). E foi a primeira mulher a voar "solo" Inglaterra para a Irlanda através da rota de Chester a Dublin.
Em janeiro de 1928, ganhou o Troféu Harmon da Liga Internacional de Aviadores como Aviadora Campeã Mundial.

Em 09 de março de 1928, ela partiu de Croydon para um voo solo com destino a África do Sul, usando um De Havilland "Cirrus Moth" modificado com tanques de combustível adicionais. Seu percurso passava por Malta, Trípoli, Cairo e ao longo do Nilo até Cartum, antes de seguir para Tabora em Tanganica.
Autoridades egípcias tentaram convencê-la a não seguir viagem cruzando pelo deserto pela Líbia ou pelo Sudão devido ao risco de sequestro ou mesmo assassinato pelas tribos nômades do deserto. Quando Mary Bailey insistiu em seguir viagem, as autoridades chegaram a confiscar a aeronave até que ela aceitasse ser escoltada. Um Tenente Britânico aceitou ser a escolta no trecho em questão e ela pôde seguir viagem.
Na região de Tabora, Mary tomou pouco conhecimento das condições meteorológicas do local e em uma tentativa de pouso, acidentou aeronave sem possibilidade de reparo. Ela telegrafou ao marido, Sir Abe Bailey, para encomendar outra aeronave que foi entregue a ela pela Força Aérea da África do Sul doze dias depois. 
Mary também foi acometida por uma gripe na região central do continente africano, atrasando sua viagem em vários dias. Ela chegou à Cidade do Cabo em 30 de abril de 1928. Ela chegou a declarar que qualquer pessoa capaz de dirigir um automóvel poderia fazer o mesmo e que sua viagem foi tranquila.

Contrariando a vontade do marido ela decidiu fazer o voo de volta. Sua aeronave foi novamente danificada e sua partida foi adiada até 21 de setembro daquele ano. Sua rota de retorno percorreu o Deserto do Saara, via Kano, na Nigéria, e Dakar, na África Ocidental Francesa. A rota não havia sido usada anteriormente e o governo sudanês havia proibido as mulheres de voarem sozinhas. Por isso, nessa parte da viagem, ela foi acompanhada pelo Capitão Bentley um piloto recordista da da Força Aérea da África do Sul.
Névoa espessa acabou atrasando sua travessia pelo Canal da Mancha saindo do lado francês, e ela finalmente voltou à Inglaterra em 16 de janeiro de 1929, um dia extremamente frio.
Por ter completado mais de 33 336 km (18 000 m.n.) no ar, em 1930 ela recebeu o Britannia Trophy, concedido por meritória atuação no ar. no mesmo ano, também foi nomeada DBE (Dame of the Most Excellent Order of the British Empire) por serviços à aviação.

Durante duas semanas em fevereiro de 1931, Mary auxiliou a fotografar vestígios arqueológicos no Oásis de Carga, no Deserto Ocidental egípcio, a bordo de seu seu avião Havilland DH-80 "Puss Moth". Ela foi convidada por Gertrude Caton-Thompson para ajudar nas primeiras etapas de trabalho de campo de uma pesquisa arqueológica interdisciplinar pioneira, em busca de locais no deserto, junto de Elinor Wight Gardner. Isso pode ter torná-la a primeira mulher a tirar fotos aéreas para pesquisas arqueológicas.

Lady Bailey também participou da competição "King's Cup Race" em 1927, 1929 e 1930 e participou de competições internacionais pela Europa em 1929 e 1930.

Ela continuou a voar por muitos anos e se estabeleceu em Kenilworth, perto da Cidade do Cabo, África do Sul após a morte de seu marido em 1940.

Lady Bailey morreu em Kenilworth em 29 de agosto de 1960.